# Ifjúsági sakk-Európa-bajnokság
Az ifjúsági sakk-Európa-bajnokság a fiatal sakkozók számára az Európai Sakk Unió (European Chess Union – ECU) által évenként megrendezett verseny, amelyet a 10, 12, 14 és 16 év alatti korosztályokban 1991 óta rendeznek meg. 1994 óta ez kiegészült az U18 korosztály, 2010 óta az U8 korosztály versenyével. A 16 év alattiaknak 1987-ben és 1988-ban a FIDE rendezett Európa-bajnokságot. Az U20 korosztály számára junior sakk-Európa-bajnokság néven külön versenyt rendeznek.
Az egyes korosztályos versenyeken azok vehetnek részt, akik a verseny évének január 1-én még nem töltötték be a korosztály nevének megfelelő életévüket. A versenyre személyre szóló meghívást kapnak az előző évi ifjúsági sakk-Európa-bajnokság korosztályonkénti első három helyezettjei, akik a korosztályuknak megfelelő, vagy annál magasabb korosztály versenyében indulhatnak. Egy ország korcsoportonként több versenyzőt is nevezhet, azonban korosztályos versenyenként csak 1 fő szállás, ellátás és közlekedési költségeit téríti a rendező ország, a többi nevező költségeit teljes egészében a nevező ország szövetségének kell állnia. Az utazási költségeket minden résztvevő esetében a nevező szövetségnek vagy a versenyzőknek kell állniuk.
A versenyt korosztályonként 9 fordulós svájci rendszerben rendezik. A korosztályonkénti versenyek első helyezettjei kupát, aranyérmet, oklevelet, és mellé az „ifjúsági sakk-Európa-bajnok” címet kapják. A 2-3. helyezettek érmet és oklevelet, a 4-5. helyezettek oklevelet kapnak.

## Magyar győztesek
2022-ig a fiúk 8 arany, 4 ezüst és 8 bronzérmet, a lányok 4 arany, 6 ezüst és 8 bronzérmet szereztek. A fiúknál az U18 korosztály kivételével minden korosztályban avattak már magyar ifjúsági Európa-bajnokot, összesen nyolc alkalommal. A hiányzó U18 korosztályos Európa-bajnoki címet a lányok között Grábics Mónika szerezte meg, aki 20 évig az egyetlen magyar lány ifjúsági Európa-bajnok volt (ha nem számoljuk ide Vajda Szidóniának az U16-os korosztályban 1995-ben – akkor még román színekben – elért 1. helyezését). 2011 után pár év szünettel, 2014-ben sikerült újra érmes helyezéseket elérni, Gaál Zsóka az U8 korosztályban lett a legjobb lány versenyző, Persányi Barnabás holtversenyben végzett az 1. helyen az U10 korosztályban. 2016-ban Gaál Zsóka az U10 korosztály versenyét is megnyerte.
Magyar eredmények:
A fiúk versenyében
- 1. helyezés:
  - 1991 – Lékó Péter (U12)
  - 1992 – Ács Péter (U12)
  - 1992 – Lékó Péter (U14)
  - 2003 – Balogh Csaba (U16)
  - 2006 – Prohászka Péter (U14)
  - 2009 – Gledura Benjámin (U10)
  - 2011 – Krstulović Alex (U8)
  - 2017 – Giang Tran Nam (U8)[3]
- 2. helyezés:
  - 1992 – Ruck Róbert (U16)
  - 1993 – Pergel László (U14)
  - 1994 – Ruck Róbert (U18)
  - 2014 - Persányi Barnabás (U10)
- 3. helyezés:
  - 1991 – Gyimesi Zoltán (U14)
  - 1993 – Szűk Balázs (U16)
  - 1997 – Bokros Albert (U16)
  - 1999 – Papp Gábor (U12)
  - 1999 – Berkes Ferenc (U14)
  - 2000 – Németh Miklós (U14)
  - 2008 – Prohászka Péter (U16)
  - 2009 – Csonka Balázs (U12)

A lányok versenyében
- 1. helyezés:
  - 1994 – Grábics Mónika (U18)
  - 1995 – Vajda Szidónia (U16) (ekkor még román színekben)
  - 2014 - Gaál Zsóka (U8)
  - 2016 - Gaál Zsóka (U10)
- 2. helyezés:
  - 1994 – Lakos Nikoletta (U16)
  - 1995 – Kiss Judit (U14)
  - 1998 – Gara Tícia (U14)
  - 2011 – Marjanovics Annamária (U10)
  - 2015 – Márkus Molli Amina (U8)
  - 2022 – Karácsonyi Kata (U16)
- 3. helyezés:
  - 1991 – Grábics Mónika (U16)
  - 1992 – Grábics Mónika (U16)
  - 1993 – Géczi Miriam (U10)
  - 1993 – Lakos Nikoletta (U16)
  - 1994 – Gara Tícia (U10)
  - 1995 - Gara Tícia (U12)
  - 1995 – Medvegy Nóra (U18)
  - 1997 – Goczó Melinda (U14)

## Bajnokok

### U18
| Év   | Hely              | Fiúk                        | Lányok                      |
| ---- | ----------------- | --------------------------- | --------------------------- |
| 1994 | Chania · GRC      | POL Robert Kempiński        | HUN Grábics Mónika          |
| 1995 | Żagań · POL       | POL Robert Kempiński        | POL Marta Zielińska         |
| 1996 | Rimaszombat · SVK | UKR Ruszlan Ponomarjov      | POL Monika Bobrowska        |
| 1997 | Tallinn · EST     | Grúzia Micheil Mcsedlisvili | RUS Anna Dorofijeva         |
| 1998 | Mureck · AUT      | NLD Dennis de Vreugt        | LVA Dana Reizniece          |
| 1999 | Litóchoro · GRC   | AZE Tejmur Radzsabov        | LVA Dana Reizniece          |
| 2000 | Kalithéa · GRC    | RUS Artyem Tyimofejev       | RUS Nagyezsda Koszinceva    |
| 2001 | Kalithéa · GRC    | Grúzia Zwiad Izoria         | Grúzia Inga Csarhalasvili   |
| 2002 | Peníscola · ESP   | AZE Sahrijar Mamedjarov     | ROU Alina Motoc             |
| 2003 | Budva · YUG       | POL Mateusz Bartel          | RUS Natalja Pogonyina       |
| 2004 | Ürgüp · TUR       | POL Radosław Wojtaszek      | Grúzia Salome Melia         |
| 2005 | Herceg Novi · YUG | POL Paweł Czarnota          | Grúzia Salome Melia         |
| 2006 | Herceg Novi · MNE | BLR Siarhiej Żyhałka        | POL Anna Gasik              |
| 2007 | Šibenik · HRV     | HRV Ivan Šarić              | RUS Inna Ivacsinova         |
| 2008 | Herceg Novi · MNE | ESP Xavier Vila Gazquez     | CZE Kateřina Němcová        |
| 2009 | Fermo · ITA       | ARM Samwel Ter-Sahakian     | RUS Olga Girja              |
| 2010 | Batumi · Grúzia   | AZE Wasif Durarbejli        | Grúzia Keti Cacalasvili     |
| 2011 | Albena · BGR      | SWE Nils Grandelius         | MDA Diana Baciu             |
| 2012 | Prága · CZE       | RUS Vagyim Mojszejenko      | RUS Alekszandra Gorjacskina |
| 2013 | Budva · MNE       | RUS Vlagyimir Fedoszejev    | BLR Anasztazia Ziaziulkina  |
| 2014 | Batumi · Grúzia   | ISR Avital Boruchovsky      | AZE Ulviyya Fataliyeva      |
| 2015 | Poreč · CRO       | TUR Cemil Can Ali Marandi   | Grúzia Nino Khomeriki       |
| 2016 | Prága · CHE       | ARM Manuel Petroszjan       | Grúzia Nino Khomeriki       |
| 2017 | Mamaia · ROU      | DEN Jesper Sondergård Thybo | ARM Szona Asztrijan         |
| 2018 | Riga · LAT        | GRE Evgenios Ioannidis      | RUS Alekszandra Dimitrova   |
| 2019 | Pozsony · SVK     | CZE Thai Dai Van Nguyen     | POL Alicja Śliwicka         |
| 2022 | Antalya · TUR     | RUS Rudik Makarian          | ARM Mkrtchyan Mariam        |

### U16
| Év       | Hely                   | Fiúk                        | Lányok                       |
| -------- | ---------------------- | --------------------------- | ---------------------------- |
| 1987 ECU | Saltsjöbaden · SWE     | ISL Throstur Arnason        | YUG Natasa Bojkovics         |
| 1988 ECU | Saltsjöbaden · SWE     | FRA Arnaud Payen            | POL Krystyna Dąbrowska       |
| 1991     | Mamaia · ROU           | ROU Andrei Istrăţescu       | Szovjetunió Ilaha Kadimowa   |
| 1992     | Rimaszombat · SVK      | RUS Vadim Zvjagincev        | UKR Inna Haponenko           |
| 1993     | Szombathely · HUN      | POL Robert Kempiński        | UKR Natalia Kisielewa        |
| 1994     | Herkulesfürdő · ROU    | BLR Alekszej Csernusevics   | UKR Natalija Zsukova         |
| 1995     | Żagań · POL            | CZE Pavel Šimáček           | ROU Vajda Szidónia           |
| 1996     | Rimaszombat · SVK      | DEU Fabian Döttling         | UKR Vladislava Kalinyina     |
| 1997     | Tallinn · EST          | ISR Aleksander Kundin       | RUS Jekatyerina Polovnyikova |
| 1998     | Mureck · AUT           | ARM Gabriel Szargiszjan     | Grúzia Ana Matnadze          |
| 1999     | Litóchoro · GRC        | RUS Szergej Grigorjanc      | Grúzia Ana Matnadze          |
| 2000     | Kalithéa · GRC         | SVK Ján Markoš              | RUS Natalja Pogonyina        |
| 2001     | Kalithéa · GRC         | RUS Ernesto Inarkijev       | RUS Marija Kurszova          |
| 2002     | Peníscola · ESP        | RUS Alekszandr Kharitonov   | FRA Marie Sebag              |
| 2003     | Budva · YUG            | HUN Balogh Csaba            | RUS Marija Fominich          |
| 2004     | Ürgüp · TUR            | AZE Rauf Mamedov            | RUS Valentyina Gunyina       |
| 2005     | Herceg Novi · YUG      | ARM Zaven Andriaszjan       | RUS Inna Ivacsinova          |
| 2006     | Herceg Novi · MNE      | FRA Romain Edouard          | TUR Kübra Öztürk             |
| 2007     | Šibenik · HRV          | AZE Vugar Razulov           | TUR Kübra Öztürk             |
| 2008     | Herceg Novi · MNE      | UKR Ilja Nyizsnyik          | Grúzia Nazi Paikidze         |
| 2009     | Fermo · ITA            | ISR Gil Popilski            | POL Katarzyna Adamowicz      |
| 2010     | Batumi · Grúzia        | RUS Ivan Bukavsin           | Grúzia Mariam Danelia        |
| 2011     | Albena · BGR           | UKR Ołeksandr Bortnik       | RUS Marija Szeverina         |
| 2012     | Prága · CZE            | POL Kacper Drozdowski       | UKR Marija Tancsura          |
| 2013     | Budva · MNE            | RUS Kirill Alekszejenko     | RUS Anna Sztjazskina         |
| 2014     | Kouty nad Desnou · CZE | SLO Marek Karas             | CZE Natalie Kanakova         |
| 2015     | Poreč · CRO            | GER Leonid Sawlin           | NED Anna Maja Kazarian       |
| 2016     | Prága · CZE            | RUS Timur Fakhrutdinov      | GER Fiona Sieber             |
| 2017     | Mamaia · ROU           | RUS Andrej Jeszipenko       | BLR Olga Badelka             |
| 2018     | Riga · LAT             | ITA Francesco Sonis         | RUS Kamalija Bulatova        |
| 2019     | Pozsony · SVK          | ARM Armen Barseghyan        | POL Patrycja Waszczuk        |
| 2019     | Antalya · TUR          | FRA Razafindratsima Timothe | UKR Marija Manko             |

### U14
| Év   | Hely                   | Fiúk                        | Lányok                        |
| ---- | ---------------------- | --------------------------- | ----------------------------- |
| 1991 | Mamaia · ROU           | Csehszlovákia Tomáš Oral    | Szovjetunió Maja Lomineisvili |
| 1992 | Rimaszombat · SVK      | HUN Lékó Péter              | BGR Antoaneta Sztefanova      |
| 1993 | Szombathely · HUN      | ALB Erald Dervishi          | UKR Natalija Zsukova          |
| 1994 | Herkulesfürdő · ROU    | ENG Karl Mah                | POL Iweta Radziewicz          |
| 1995 | Verdun · FRA           | UKR Szergej Fedorcsuk       | MDA Cristina Mosina           |
| 1996 | Rimaszombat · SVK      | UKR Jevgenyij Kobilkin      | MDA Cristina Mosina           |
| 1997 | Tallinn · EST          | UKR Jurij Drozdovskij       | Grúzia Ana Matnadze           |
| 1998 | Mureck · AUT           | RUS Alekszandr Rjazancev    | Grúzia Lela Dzsavahisvili     |
| 1999 | Litóchoro · GRC        | AZE Nidzsat Mamedov         | FRA Marie Sebag               |
| 2000 | Kalithéa · GRC         | NLD Marc Erwich             | RUS Tamara Csisztyakova       |
| 2001 | Kalithéa · GRC         | BIH Borki Predojević        | UKR Katyerina Lahno           |
| 2002 | Peníscola · ESP        | RUS Jevgenyij Romanov       | AZE Turkan Mamedjarova        |
| 2003 | Budva · YUG            | UKR Szergej Zsihalka        | UKR Anna Muzicsuk             |
| 2004 | Ürgüp · TUR            | Grúzia Giorgi Margvelasvili | SVN Anna Muzicsuk             |
| 2005 | Herceg Novi · YUG      | Grúzia Davit Benidze        | RUS Varvara Repina            |
| 2006 | Herceg Novi · MNE      | HUN Prohászka Péter         | RUS Varvara Repina            |
| 2007 | Šibenik · HRV          | RUS Szanan Szjugirov        | Grúzia Nazi Paikidze          |
| 2008 | Herceg Novi · MNE      | RUS Ivan Bukavsin           | Grúzia Meri Arabidze          |
| 2009 | Fermo · ITA            | POL Kamil Dragun            | ISR Marsel Efroimski          |
| 2010 | Batumi · Grúzia        | UKR Ołeksandr Bortnik       | AZE Ulvija Fatalieva          |
| 2011 | Albena · BGR           | TUR Cemil Can Ali Marandi   | RUS Alekszandra Gorjacskina   |
| 2012 | Prága · CZE            | POL Jan-Krzysztof Duda      | BLR Kaciaryna Biejnienson     |
| 2013 | Budva · MNE            | NLD Jorden van Foreest      | AZE Gunay Mammadzada          |
| 2014 | Kouty nad Desnou · CZE | SCO Kai Pannwitz[4]         | BUL Viktoria Radeva           |
| 2015 | Poreč · CRO            | RUS Szergej Lobanov         | RUS Anna Kocsukova            |
| 2016 | Prága · CZE            | ESP Salvador Guerra Rivera  | RUS Alekszandra Malcevszkaja  |
| 2017 | Mamaia · ROU           | NOR Jonas Buhl Berre        | AZE Govar Bejdullajeva        |
| 2018 | Riga · LAT             | RUS Sztefan Pogoszjan       | AZE Ayan Allahverdiyeva       |
| 2019 | Pozsony · SVK          | SVK Sebastian Kostolanský   | AZE Ayan Allahverdiyeva       |
| 2022 | Antalya · TUR          | UKR Bazakutsa Svyatoslav    | RUS Valerija Klejmenova       |

### U12
| Év   | Hely                   | Fiúk                          | Lányok                         |
| ---- | ---------------------- | ----------------------------- | ------------------------------ |
| 1991 | Mamaia · ROU           | HUN Lékó Péter                | Szovjetunió Sopio Tkeselasvili |
| 1992 | Rimaszombat · SVK      | HUN Ács Péter                 | POL Alina Tarachowicz          |
| 1993 | Szombathely · HUN      | Grúzia Valerian Gaprindasvili | POL Iweta Radziewicz           |
| 1994 | Herkulesfürdő · ROU    | Grúzia Valerian Gaprindasvili | Grúzia Ana Matnadze            |
| 1995 | Verdun · FRA           | UKR Ruszlan Ponomarjov        | Grúzia Ana Matnadze            |
| 1996 | Rimaszombat · SVK      | UKR Jurij Drozdovszkij        | RUS Alekszandra Kosztyenyuk    |
| 1997 | Tallinn · EST          | RUS Ilja Zarezenko            | RUS Nagyezsda Koszinceva       |
| 1998 | Mureck · AUT           | AZE Tejmur Radzsabov          | FRA Marie Sebag                |
| 1999 | Litóchoro · GRC        | BIH Borki Predojević          | Grúzia Nana Dzagnidze          |
| 2000 | Kalithéa · GRC         | RUS Jevgenyij Romanov         | RUS Valentyina Gunyina         |
| 2001 | Kalithéa · GRC         | RUS Jan Nyepomnyascsij        | ROU Iozefina Păuleţ            |
| 2002 | Peníscola · ESP        | RUS Jan Nyepomnyascsij        | UKR Anna Muzicsuk              |
| 2003 | Budva · YUG            | AZE Eltaj Safarli             | RUS Anasztazia Bodnaruk        |
| 2004 | Ürgüp · TUR            | RUS Szanan Szjugirov          | HRV Lara Stock                 |
| 2005 | Herceg Novi · YUG      | RUS Szanan Szjugirov          | Grúzia Nazi Paikidze           |
| 2006 | Herceg Novi · MNE      | RUS Ivan Bukavsin             | Grúzia Meri Arabidze           |
| 2007 | Šibenik · HRV          | UKR Ilja Nyizsnyik            | POL Aleksandra Lach            |
| 2008 | Herceg Novi · MNE      | BGR Kiprian Berbatov          | RUS Anna Sztyazskina           |
| 2009 | Fermo · ITA            | RUS Jevgenyij Zanan           | FRA Cecile Haussernot          |
| 2010 | Batumi · Grúzia        | TUR Cemil Ali Marandi         | RUS Alekszandra Gorjacskina    |
| 2011 | Albena · BGR           | ARM Haik Martirosian          | RUS Anna Vaszenyina            |
| 2012 | Prága · CZE            | ARM Haik Martiroszjan         | RUS Anasztazia Avramidou       |
| 2013 | Budva · MNE            | UKR Viktor Matvisen           | RUS Polina Suvalova            |
| 2014 | Kouty nad Desnou · CZE | EST Kirill Chukavin           | BUL Gabriela Antova            |
| 2015 | Poreč · CRO            | RUS Kirill Subin              | RUS Jelizaveta Szoluzsenkina   |
| 2016 | Prága · CZE            | ARM Mamikon Garibjan          | TUR Sila Caglar                |
| 2017 | Mamaia · ROU           | AZE Ajdin Szulejmanli         | RUS Galina Mironyenko          |
| 2018 | Riga · LAT             | RUS Volodar Murzin            | RUS Olga Karmanova             |
| 2019 | Pozsony · SVK          | FRA Marc Andria Maurizzi      | RUS Alekszandra Svedova        |
| 2022 | Antalya · TUR          | POL Cieslak Patryk            | RUS Diana Prebrazsenszkaja     |

### U10
| Év   | Hely                   | Fiúk                             | Lányok                      |
| ---- | ---------------------- | -------------------------------- | --------------------------- |
| 1991 | Mamaia · ROU           | FRA Adrien Leroy                 | ROU Sabina Popescu          |
| 1992 | Rimaszombat · SVK      | POL Krzysztof Gratka             | CZE Regina Pokorná          |
| 1993 | Szombathely · HUN      | FRA Étienne Bacrot               | LTU Viktorija Čmilytė       |
| 1994 | Herkulesfürdő · ROU    | AZE Gadir Guszejnov              | RUS Alekszandra Kosztyenyuk |
| 1995 | Verdun · FRA           | LVA Arkadij Naiditsch            | RUS Nagyezsda Koszinceva    |
| 1996 | Rimaszombat · SVK      | AZE Tejmur Radzsabov             | RUS Tatyjana Koszinceva     |
| 1997 | Tallinn · EST          | AZE Tejmur Radzsabov             | Grúzia Nana Dzagnidze       |
| 1998 | Mureck · AUT           | UKR Dmitro Tisin                 | UKR Anna Muzicsuk           |
| 1999 | Litóchoro · GRC        | UKR Szergej Karjakin             | ROU Silvia-Raluca Sgircea   |
| 2000 | Kalithéa · GRC         | RUS Jan Nyepomnyascsij           | UKR Anna Muzicsuk           |
| 2001 | Kalithéa · GRC         | UKR Volodimir Onyiscsuk          | RUS Jelena Tairowa          |
| 2002 | Peníscola · ESP        | AZE Eltaj Safarli                | UKR Marija Muzicsuk         |
| 2003 | Budva · YUG            | ARM Samuel Ter-Sahakian          | Grúzia Nazi Paikidze        |
| 2004 | Ürgüp · TUR            | ARM Robert Aghaszarjan           | Grúzia Meri Arabidze        |
| 2005 | Herceg Novi · YUG      | RUS Konsztantyin Nyikologorszkij | RUS Varvara Mesztnyikova    |
| 2006 | Herceg Novi · MNE      | RUS Arszenyij Surunov            | ROU Daria-Ioana Visanescu   |
| 2007 | Šibenik · HRV          | RUS Kirill Alekszejenko          | FRA Cecile Haussernot       |
| 2008 | Herceg Novi · MNE      | TUR Cemil Can Ali Marandi        | RUS Liza Kisztyenyeva       |
| 2009 | Fermo · ITA            | HUN Gledura Benjámin             | RUS Anna Vaszenyina         |
| 2010 | Batumi · Grúzia        | SVK Viktor Gažík                 | POL Oliwia Kiołbasa         |
| 2011 | Albena · BGR           | GRC Evgenios Ioannidis           | POL Alicja Śliwicka         |
| 2012 | Prága · CZE            | RUS Andrej Jeszipienko           | RUS Anasztazia Zotova       |
| 2013 | Budva · MNE            | TUR Kagan Aydincelebi            | ISR Anastasia Vuller        |
| 2014 | Kouty nad Desnou · CZE | EST Pedoson Georg Aleksander     | FRA Beline Yuan             |
| 2015 | Poreč · CRO            | RUS Ilja Makovejev               | RUS Galina Milonyenko       |
| 2016 | Prága · CZE            | RUS Volodar Murzin               | HUN Gaál Zsóka              |
| 2017 | Mamaia · ROU           | FRA Marc Andria Maurizzi         | RUS Veronika Subenkova      |
| 2018 | Riga · LAT             | RUS Artem Pingin                 | RUS Alekszandra Svedova     |
| 2019 | Pozsony · SVK          | RUS Szava Vetohin                | RUS Anna Suhman             |
| 2022 | Antalya · TUR          | TUR Yilmaz Baver                 | GRE Lampou Marianta         |

### U8
| Év   | Hely                   | Fiúk                     | Lányok                       |
| ---- | ---------------------- | ------------------------ | ---------------------------- |
| 2010 | Batumi · Grúzia        | AZE Abdulla Gadimbajli   | BGR Gabriela Andrejeva       |
| 2011 | Albena · BGR           | HUN Krstulović Alex      | BGR Nurgiul Szalimova        |
| 2012 | Prága · CZE            | BGR Cvetan Sztojanov     | RUS Marija Kutyanyina        |
| 2013 | Budva · MNE            | AZE Ajdin Szulejmanli    | POL Laura Czernikowska       |
| 2014 | Kouty nad Desnou · CZE | GER Bui Bao Anh Le       | HUN Gaál Zsóka               |
| 2015 | Poreč · CRO            | BLR Mihej Navumenka      | UKR Veronika Veremjuk        |
| 2016 | Prága · CZE            | RUS Artem Pingin         | RUS Alekszandra Svedova      |
| 2017 | Mamaia · ROU           | HUN Giang Tran Nam       | RUS Szofja Szvergina         |
| 2018 | Riga · LAT             | AZE Jahandar Azadalijev  | BLR Jekatyerina Zubkovszkaja |
| 2019 | Pozsony · SVK          | TUR Yağız Kaan Erdoğmuş  | AZE Dinara Huszeinova        |
| 2022 | Antalya · TUR          | RUS Shogdzhiev Roman Sav | RUS Kokareva Sofya Dm        |